# Große Schwester, kleiner Bruder
Große Schwester, kleiner Bruder (schwedisch Stora syster och lille bror) ist eine Geschichte von Astrid Lindgren.

## Handlung
Ein Mädchen möchte ihrem kleinen Bruder ein Märchen erzählen. Das Märchen handelt von einem Prinzen, der sich auf den Weg macht, um einen Zauberapfel für den kranken König zu holen. Jedoch bringt der kleine Bruder seine Schwester mit seinen Zwischenfragen immer wieder aus dem Konzept. Dabei stellt er allerhand Unfug an, wie die Hängelampe herumzuschleudern, den Zeigefinger in die Wanduhr zu stecken, um zu schauen, ob diese stehenbleibt, oder das Loch in seinen Strümpfen zu vergrößern. Als der kleine Bruder dann auch noch seine eigene Version, des Märchens zum Besten gibt und dabei absichtlich alles durcheinander bringt, gibt die Schwester entnervt auf. Sie erklärt ihrem Bruder, dass sie ihm niemals wieder ein Märchen erzählen wird. Der Bruder fragt daraufhin, ob er sich wirklich darauf verlassen kann.

## Hintergrund
Die Geschichte wurde erstmals 1948 in der schwedischen Zeitschrift Sotarens Jul veröffentlicht. Illustriert wurde die Geschichte von Birger Ohlsson. 1950 erschien die Geschichte mit Illustrationen von Ingrid Vang Nyman in der Kurzgeschichtensammlung Kajsa Kavat (1952, deutsch Sammelaugust und andere Kinder). 1952 erschien die Geschichte als Theaterstück in dem Buch Spela Teater, herausgegeben von Elsa Olenius.
Manfred Steffen las die Geschichte als Hörbuch vor. Diese Lesung wurde sowohl im Radio ausgestrahlt, als auch auf CD, unter dem Titel Erzählungen, herausgebracht.

## In Deutschland veröffentlicht in
- Sammelaugust und andere Kinder, 1952, Verlag Friedrich Oetinger, Hamburg, illustriert von Ingrid Vang Nyman, ins Deutsche übersetzt von Karl Kurt Peters
- Astrid Lindgren erzählt, 1971, Verlag Friedrich Oetinger, Hamburg, illustriert von Margret Rettich, ins Deutsche übersetzt von Karl Kurt Peters
- Erzählungen, 1990, Verlag Friedrich Oetinger, Hamburg, illustriert von Ilon Wikland, ins Deutsche übersetzt von Karl Kurt Peters
- Die Puppe Mirabell und andere Geschichten, 2006, Verlag Friedrich Oetinger, Hamburg, illustriert von Ilon Wikland, ins Deutsche übersetzt von Karl Kurt Peters
- Erzählungen und Märchen, 2007, Verlag Friedrich Oetinger, Hamburg, illustriert von Ilon Wikland, ins Deutsche übersetzt von Karl Kurt Peters
- Das Vorlesebuch für kleine starke Jungs, 2011, Thienemann in der Thienemann-Esslinger Verlag GmbH, Illustriert von Dirk Hennig

## Rezeption
Laut Leseforum Bayern ist das Buch für Jungen und Mädchen geeignet. Es beschreibt, wie „ein nüchtern-illusionsloser Bub seiner größeren Schwester das Erzählen eines Märchens gründlich vermiest. So diebisch man sich über den geriebenen Kleinen freut, so sehr bietet sich die bedauernswerte Schwester als Objekt des Mitgefühls an.“ Annegret Katz hingegen findet, das die „altkluge Schlagfertigkeit des Jungen eher ungezogen als komisch“ wirkt.
Birgit Schrowange und Markus Lanz stellten die Geschichte 2007 in dem Buch Unsere Lieblingsgeschichten vom cbj Kinderbücher Verlag vor.